# The Legend of Tarzan
The Legend of Tarzan (lançada no Brasil como A Lenda de Tarzan uma série de animação produzida entre 2001 e 2003, criada pela Walt Disney Company e baseada em Tarzan de Edgar Rice Burroughs, a série dá sequência ao filme animado Tarzan lançado pela Walt Disney em 1999.